# ツェルタル語
ツェルタル語（ツェルタルご、英: Tzeltal、原語名: Bats'il k'op）とはマヤ語族に属する言語の一つである。系統的に最も近い言語は同じくメキシコチアパス州で話されているツォツィル語で、両者でツェルタル・グループを形成する。

## 方言
チャナル・カンクック（Chanal Cancuc）方言等が存在する。

## 音韻論
子音と母音の体系はそれぞれ以下の通りである。
| p  | t  | c  | č  | k  |   |
| pʼ | tʼ | cʼ | čʼ | kʼ | ʼ |
| bʼ |    |    |    |    |   |
|    | s  |    | š  |    | h |
| m  | n  |    |    |    |   |
|    | l  | r  |    |    |   |
| w  |    | y  |    |    |   |

母音: i, e, a, o, u

### 声調
少なくともアグアカテナンゴ（Aguacatenango）方言には声調による音素の区別は存在しない。

## 文法

### 能格性
ツェルタル語は能格言語であり、動詞に人称を表す接辞をつけることでそれを表す。人称A（他動詞の主語や所有）の接辞は以下の通りである。各マスの左側は語根が子音で始まる場合に、右側は語根が母音で始まる場合に用いられるものである。
|        | 単数     | 複数                  |
| ------ | -------- | --------------------- |
| 一人称 | j- / k-  | j-...-tik / k-...-tik |
| 二人称 | a- / aw- | a-...-ik / aw-...-ik  |
| 三人称 | s- / y-  | s-...-ik / y-...-ik   |

また、人称B（他動詞の目的語や自動詞の主語）の接辞は以下の通りである。
|        | 単数 | 複数  |
| ------ | ---- | ----- |
| 一人称 | -on  | -otik |
| 二人称 | -at  | -ex   |
| 三人称 | なし | -ik   |